# Basketball-Europameisterschaft der Damen 2013
Die Basketball-Europameisterschaft 2013 der Damen (offiziell: Eurobasket Women 2013) war die 34. Austragung des Wettbewerbs. Sie fand vom 15. Juni bis zum 30. Juni 2013 in Frankreich statt und wurde von der FIBA Europa organisiert.
Die fünf bestplatzierten Mannschaften qualifizierten sich direkt für die Basketball-Weltmeisterschaft der Damen 2014.

## Austragungsorte
| Gruppen | Stadt                | Halle                           | Plätze |
| ------- | -------------------- | ------------------------------- | ------ |
|         | Lille                | Palais des sports Saint-Sauveur | 1850   |
|         | Mouilleron-le-Captif | Vendéspace                      | 4000   |
|         | Orchies              | Pévèle Arena                    | 5000   |
|         | Trélazé              | Arena Loire                     | 5000   |
|         | Vannes               | Complexe sportif du Kercado     | 1700   |

## Vorrunde
In der Vorrunde spielten jeweils vier Mannschaften in vier Gruppen gegeneinander. Der Sieger eines Spiels erhielt zwei Punkte, der Verlierer einen Punkt. Stand ein Spiel am Ende der regulären Spielzeit unentschieden, so erfolgte eine Verlängerung.
| Gruppe A                                   | Gruppe B                                  | Gruppe C                                           | Gruppe D                                    |
| ------------------------------------------ | ----------------------------------------- | -------------------------------------------------- | ------------------------------------------- |
| - Türkei - Slowakei - Montenegro - Ukraine | - Russland - Italien - Schweden - Spanien | - Frankreich - Großbritannien - Serbien - Lettland | - Tschechien - Kroatien - Litauen - Belarus |

### Gruppe A –Vannes
| Platz | Team       | Spiele | Siege | Niederl. | Körbe   | Punkte | Diff. |
| ----- | ---------- | ------ | ----- | -------- | ------- | ------ | ----- |
| 1     | Türkei     | 3      | 3     | 0        | 210:157 | 6      | +53   |
| 2     | Montenegro | 3      | 2     | 1        | 206:189 | 5      | +17   |
| 3     | Slowakei   | 3      | 1     | 2        | 186:211 | 4      | −25   |
| 4     | Ukraine    | 3      | 0     | 3        | 180:225 | 3      | −45   |

| Spiel | Datum         | Team 1     | Team 2     | 1. Q. | 2. Q. | 3. Q. | 4. Q. | Verl. | Ergebnis |
| ----- | ------------- | ---------- | ---------- | ----- | ----- | ----- | ----- | ----- | -------- |
| A1    | 15. Juni 2013 | Montenegro | Slowakei   | 14:18 | 19:17 | 26:17 | 18:11 | –     | 77:63    |
| A2    | 15. Juni 2013 | Ukraine    | Türkei     | 11:24 | 21:16 | 8:22  | 12:16 | –     | 52:78    |
| A3    | 16. Juni 2013 | Slowakei   | Ukraine    | 20:28 | 24:9  | 17:14 | 14:17 | –     | 75:68    |
| A4    | 16. Juni 2013 | Türkei     | Montenegro | 12:21 | 17:7  | 18:10 | 19:19 | –     | 66:57    |
| A5    | 17. Juni 2013 | Montenegro | Ukraine    | 16:19 | 15:11 | 22:13 | 19:17 | –     | 72:60    |
| A6    | 17. Juni 2013 | Türkei     | Slowakei   | 12:12 | 20:8  | 19:18 | 15:10 | –     | 66:48    |

### Gruppe B –Vannes
| Platz | Team     | Spiele | Siege | Niederl. | Körbe   | Punkte | Diff. |
| ----- | -------- | ------ | ----- | -------- | ------- | ------ | ----- |
| 1     | Spanien  | 3      | 3     | 0        | 221:180 | 6      | +41   |
| 2     | Schweden | 3      | 1     | 2        | 180:194 | 4      | −14   |
| 3     | Italien  | 3      | 1     | 2        | 189:206 | 4      | −17   |
| 4     | Russland | 3      | 1     | 2        | 201:211 | 4      | −10   |

| Spiel | Datum         | Team 1   | Team 2   | 1. Q. | 2. Q. | 3. Q. | 4. Q. | Verl. | Ergebnis |
| ----- | ------------- | -------- | -------- | ----- | ----- | ----- | ----- | ----- | -------- |
| A1    | 15. Juni 2013 | Schweden | Italien  | 13:12 | 17:19 | 19:20 | 14:13 | –     | 63:64    |
| A2    | 15. Juni 2013 | Spanien  | Russland | 21:18 | 17:11 | 21:19 | 18:24 | –     | 77:72    |
| A3    | 16. Juni 2013 | Italien  | Spanien  | 13:15 | 10:22 | 17:16 | 19:18 | –     | 59:71    |
| A4    | 16. Juni 2013 | Russland | Schweden | 18:14 | 16:18 | 7:19  | 16:17 | –     | 57:68    |
| A5    | 17. Juni 2013 | Russland | Italien  | 20:11 | 15:19 | 12:16 | 25:20 | –     | 72:66    |
| A6    | 17. Juni 2013 | Schweden | Spanien  | 16:12 | 14:18 | 10:19 | 9:24  | –     | 49:73    |

### Gruppe C –Trélazé
| Platz | Team           | Spiele | Siege | Niederl. | Körbe   | Punkte | Diff. |
| ----- | -------------- | ------ | ----- | -------- | ------- | ------ | ----- |
| 1     | Frankreich     | 3      | 3     | 0        | 217:118 | 6      | +99   |
| 2     | Großbritannien | 3      | 2     | 1        | 192:203 | 5      | −11   |
| 3     | Serbien        | 3      | 1     | 2        | 162:208 | 4      | −46   |
| 4     | Lettland       | 3      | 0     | 3        | 151:193 | 3      | −42   |

| Spiel | Datum         | Team 1         | Team 2         | 1. Q. | 2. Q. | 3. Q. | 4. Q. | Verl. | Ergebnis |
| ----- | ------------- | -------------- | -------------- | ----- | ----- | ----- | ----- | ----- | -------- |
| A1    | 15. Juni 2013 | Serbien        | Großbritannien | 13:18 | 25:23 | 21:11 | 9:24  | –     | 68:74    |
| A2    | 15. Juni 2013 | Lettland       | Frankreich     | 7:15  | 7:18  | 19:17 | 6:12  | –     | 39:62    |
| A3    | 16. Juni 2013 | Großbritannien | Lettland       | 16:10 | 16:14 | 16:19 | 21:13 | –     | 69:56    |
| A4    | 16. Juni 2013 | Frankreich     | Serbien        | 20:8  | 18:7  | 17:10 | 21:7  | –     | 76:32    |
| A5    | 17. Juni 2013 | Serbien        | Lettland       | 20:14 | 11:10 | 12:12 | 19:20 | –     | 62:56    |
| A6    | 17. Juni 2013 | Frankreich     | Großbritannien | 22:16 | 11:6  | 23:17 | 23:8  | –     | 79:47    |

### Gruppe D –Trélazé
| Platz | Team       | Spiele | Siege | Niederl. | Körbe   | Punkte | Diff. |
| ----- | ---------- | ------ | ----- | -------- | ------- | ------ | ----- |
| 1     | Belarus    | 3      | 2     | 1        | 184:154 | 5      | +30   |
| 2     | Tschechien | 3      | 2     | 1        | 183:179 | 5      | +4    |
| 3     | Kroatien   | 3      | 1     | 2        | 200:208 | 4      | −8    |
| 4     | Litauen    | 3      | 1     | 2        | 200:226 | 4      | −26   |

| Spiel | Datum         | Team 1     | Team 2     | 1. Q. | 2. Q. | 3. Q. | 4. Q. | Verl. | Ergebnis |
| ----- | ------------- | ---------- | ---------- | ----- | ----- | ----- | ----- | ----- | -------- |
| A1    | 15. Juni 2013 | Litauen    | Kroatien   | 26:22 | 19:21 | 19:25 | 13:21 | –     | 77:89    |
| A2    | 15. Juni 2013 | Belarus    | Tschechien | 18:5  | 6:12  | 12:12 | 21:10 | –     | 60:39    |
| A3    | 16. Juni 2013 | Kroatien   | Belarus    | 13:15 | 15:11 | 7:18  | 8:13  | –     | 43:57    |
| A4    | 16. Juni 2013 | Tschechien | Litauen    | 14:14 | 25:8  | 14:9  | 17:20 | –     | 70:51    |
| A5    | 17. Juni 2013 | Litauen    | Belarus    | 15:14 | 20:20 | 16:21 | 21:12 | –     | 72:67    |
| A6    | 17. Juni 2013 | Tschechien | Kroatien   | 24:20 | 13:12 | 21:14 | 16:22 | –     | 74:68    |

## Zwischenrunde
Nach der Vorrunde qualifizierten sich jeweils die ersten drei Mannschaften einer Gruppe für die Zwischenrunde. Die insgesamt sechs Teams der Gruppen A und B bildeten die Gruppe E, diejenigen der Gruppen C und D bildeten die neue Gruppe F. Jedes Team trat je einmal gegen jedes der drei Teams aus der anderen Vorrundengruppe an. Die Punkte gegen die anderen qualifizierten Mannschaften aus der eigenen Vorrundengruppe wurden weitergeführt.

### Gruppe E –Lille
| Platz | Team       | Spiele | Siege | Niederl. | Körbe   | Punkte | Diff. |
| ----- | ---------- | ------ | ----- | -------- | ------- | ------ | ----- |
| 1     | Spanien    | 5      | 5     | 0        | 351:250 | 10     | +101  |
| 2     | Türkei     | 5      | 4     | 1        | 318:263 | 9      | +55   |
| 3     | Italien    | 5      | 3     | 2        | 293:307 | 8      | −14   |
| 4     | Schweden   | 5      | 2     | 3        | 307:339 | 7      | −32   |
| 5     | Montenegro | 5      | 1     | 4        | 302:330 | 6      | −28   |
| 6     | Slowakei   | 5      | 0     | 5        | 274:356 | 5      | −82   |

| Spiel | Datum         | Team 1     | Team 2     | 1. Q. | 2. Q. | 3. Q. | 4. Q. | Verl. | Ergebnis |
| ----- | ------------- | ---------- | ---------- | ----- | ----- | ----- | ----- | ----- | -------- |
| E1    | 20. Juni 2013 | Slowakei   | Spanien    | 9:22  | 13:22 | 10:16 | 12:20 | –     | 44:80    |
| E2    | 20. Juni 2013 | Schweden   | Montenegro | 22:15 | 16:16 | 10:13 | 21:14 | –     | 69:58    |
| E3    | 20. Juni 2013 | Italien    | Türkei     | 16:20 | 13:14 | 2:17  | 15:15 | –     | 46:66    |
| E4    | 22. Juni 2013 | Italien    | Slowakei   | 12:10 | 8:10  | 20:9  | 18:18 | –     | 58:47    |
| E5    | 22. Juni 2013 | Türkei     | Schweden   | 17:16 | 14:10 | 24:11 | 17:14 | –     | 72:51    |
| E6    | 22. Juni 2013 | Montenegro | Spanien    | 10:18 | 17:16 | 11:17 | 12:15 | –     | 50:66    |
| E7    | 24. Juni 2013 | Montenegro | Italien    | 22:23 | 23:11 | 9:22  | 6:10  | –     | 60:66    |
| E8    | 24. Juni 2013 | Schweden   | Slowakei   | 24:11 | 22:25 | 9:14  | 20:22 | –     | 75:72    |
| E9    | 24. Juni 2013 | Spanien    | Türkei     | 15:10 | 17:7  | 11:21 | 18:10 | –     | 61:48    |

### Gruppe F –Mouilleron-le-Captif
| Platz | Team           | Spiele | Siege | Niederl. | Körbe   | Punkte | Diff. |
| ----- | -------------- | ------ | ----- | -------- | ------- | ------ | ----- |
| 1     | Frankreich     | 5      | 5     | 0        | 355:248 | 10     | +107  |
| 2     | Serbien        | 5      | 3     | 2        | 306:323 | 8      | −17   |
| 3     | Belarus        | 5      | 3     | 2        | 286:255 | 8      | +31   |
| 4     | Tschechien     | 5      | 2     | 3        | 287:322 | 7      | −35   |
| 5     | Großbritannien | 5      | 2     | 3        | 324:363 | 7      | −39   |
| 6     | Kroatien       | 5      | 0     | 5        | 324:374 | 5      | −50   |

| Spiel | Datum         | Team 1         | Team 2         | 1. Q. | 2. Q. | 3. Q. | 4. Q. | Verl. | Ergebnis |
| ----- | ------------- | -------------- | -------------- | ----- | ----- | ----- | ----- | ----- | -------- |
| F1    | 19. Juni 2013 | Tschechien     | Großbritannien | 17:13 | 15:10 | 15:13 | 19:19 | –     | 66:55    |
| F2    | 19. Juni 2013 | Serbien        | Belarus        | 14:9  | 10:10 | 19:13 | 11:16 | –     | 54:48    |
| F3    | 19. Juni 2013 | Kroatien       | Frankreich     | 10:23 | 9:20  | 30:22 | 21:13 | –     | 70:78    |
| F4    | 21. Juni 2013 | Kroatien       | Serbien        | 12:23 | 21:21 | 18:18 | 13:15 | –     | 64:77    |
| F5    | 21. Juni 2013 | Großbritannien | Belarus        | 15:15 | 13:19 | 18:9  | 15:28 | –     | 61:71    |
| F6    | 21. Juni 2013 | Frankreich     | Tschechien     | 17:12 | 17:11 | 14:11 | 16:15 | –     | 64:49    |
| F7    | 23. Juni 2013 | Tschechien     | Serbien        | 11:15 | 4:21  | 15:13 | 19:16 | –     | 59:75    |
| F8    | 23. Juni 2013 | Großbritannien | Kroatien       | 19:13 | 25:21 | 20:20 | 21:25 | –     | 85:79    |
| F9    | 23. Juni 2013 | Belarus        | Frankreich     | 7:12  | 13:14 | 14:19 | 16:13 | –     | 50:58    |

## Finalrunden
Nach der Zwischenrunde qualifizierten sich jeweils die ersten vier Teams der beiden Gruppen E und F für die im K.-o.-Modus ausgetragene Finalrunde. Gespielt wurde im Viertelfinale über Kreuz gegen einen Gegner aus der jeweils anderen Zwischenrundengruppe. Anschließend trafen sowohl die Sieger der Viertelfinals im Halbfinale aufeinander, als auch die Verlierer im „kleinen Halbfinale“. Die Sieger der Halbfinalspiele bestritten das Finale, die Verlierer das Spiel um Platz 3. Die Sieger des „kleinen Halbfinales“ spielten um Platz 5, die Verlierer um Platz 7.

### Turnierbaum
|  | Viertelfinale      | Viertelfinale      |                    |                    | Halbfinale         | Halbfinale |  |  | Finale             | Finale             |
|  |                    |                    |                    |                    |                    |            |  |  |                    |                    |
|  | 47 – 26. Juni 2013 |                    |                    |                    |                    |            |  |  |                    |                    |
|  | Spanien            | 75                 |                    |                    |                    |            |  |  |                    |                    |
|  | Spanien            | 75                 | 49 – 28. Juni 2013 |                    |                    |            |  |  |                    |                    |
|  | Tschechien         | 58                 |                    |                    |                    |            |  |  |                    |                    |
|  | Tschechien         | 58                 | Spanien            | 88                 |                    |            |  |  |                    |                    |
|  |                    |                    | Spanien            | 88                 |                    |            |  |  |                    |                    |
|  |                    | Serbien            | 69                 |                    |                    |            |  |  |                    |                    |
|  | Serbien            | Serbien            | 69                 | 85                 |                    |            |  |  |                    |                    |
|  | Serbien            |                    |                    | 85                 |                    |            |  |  |                    |                    |
|  | Italien            | 79                 |                    | 54 – 30. Juni 2013 | 54 – 30. Juni 2013 |            |  |  |                    |                    |
|  | 43 – 26. Juni 2013 | 43 – 26. Juni 2013 | Spanien            | 70                 |                    |            |  |  |                    |                    |
|  | 44 – 27. Juni 2013 | 44 – 27. Juni 2013 |                    | Frankreich         | 69                 |            |  |  |                    |                    |
|  | Türkei             | 55                 |                    |                    |                    |            |  |  |                    |                    |
|  | Belarus            | 41                 |                    |                    |                    |            |  |  |                    |                    |
|  | Belarus            | 41                 | Türkei             | 49                 |                    |            |  |  |                    |                    |
|  |                    |                    | Türkei             | 49                 | Spiel um Platz 3   |            |  |  |                    |                    |
|  |                    | Frankreich         | 57                 |                    |                    |            |  |  |                    |                    |
|  | Frankreich         | Frankreich         | 57                 | 87                 | Serbien            | 71         |  |  |                    |                    |
|  | Frankreich         | 50 – 28. Juni 2013 |                    | 87                 | Serbien            | 71         |  |  |                    |                    |
|  | Schweden           | 83                 |                    | Türkei             | 92                 |            |  |  |                    |                    |
|  | Schweden           | 83                 |                    |                    | 92                 |            |  |  |                    |                    |
|  | 45 – 27. Juni 2013 | 45 – 27. Juni 2013 |                    |                    |                    |            |  |  | 53 – 30. Juni 2013 | 53 – 30. Juni 2013 |

|  | Kleines Halbfinale | Kleines Halbfinale |                    |    | Finalrunden 5.–8. Platz | Finalrunden 5.–8. Platz |
|  |                    |                    |                    |    |                         |                         |
|  | Tschechien         | 72                 |                    |    |                         |                         |
|  | Italien            | 68                 |                    |    |                         |                         |
|  | 47 – 27. Juni 2013 |                    |                    |    |                         |                         |
|  |                    |                    | 52 – 28. Juni 2013 |    |                         |                         |
|  | Tschechien         | 50                 |                    |    |                         |                         |
|  |                    | Belarus            | 64                 |    |                         |                         |
|  |                    |                    |                    |    |                         |                         |
|  | 7. und 8. Platz    |                    |                    |    |                         |                         |
|  | 48 – 27. Juni 2013 | 48 – 27. Juni 2013 | Italien            | 60 |                         |                         |
|  | Belarus            | 69                 | Schweden           | 77 |                         |                         |
|  | Schweden           | 48                 |                    |    | 51 – 28. Juni 2013      | 51 – 28. Juni 2013      |

### Viertelfinale
| Spiel | Datum         | Team 1     | Team 2     | 1. Q. | 2. Q. | 3. Q. | 4. Q. | Verl. | Ergebnis |
| ----- | ------------- | ---------- | ---------- | ----- | ----- | ----- | ----- | ----- | -------- |
| 46    | 26. Juni 2013 | Serbien    | Italien    | 23:26 | 15:16 | 26:23 | 21:14 | –     | 85:79    |
| 43    | 26. Juni 2013 | Spanien    | Tschechien | 25:15 | 16:20 | 13:11 | 21:12 | –     | 75:58    |
| 45    | 27. Juni 2013 | Türkei     | Belarus    | 14:10 | 17:8  | 10:15 | 14:8  | –     | 55:41    |
| 44    | 27. Juni 2013 | Frankreich | Schweden   | 21:22 | 17:17 | 26:24 | 23:20 | –     | 87:83    |

### Kleines Halbfinale
| Spiel | Datum         | Team 1     | Team 2   | 1. Q. | 2. Q. | 3. Q. | 4. Q. | Verl. | Ergebnis |
| ----- | ------------- | ---------- | -------- | ----- | ----- | ----- | ----- | ----- | -------- |
| 47    | 27. Juni 2013 | Tschechien | Italien  | 24:13 | 15:21 | 13:13 | 20:21 | –     | 72:68    |
| 48    | 28. Juni 2013 | Belarus    | Schweden | 20:16 | 11:8  | 16:13 | 22:11 | –     | 69:48    |

### Halbfinale
| Spiel | Datum         | Team 1  | Team 2     | 1. Q. | 2. Q. | 3. Q. | 4. Q. | Verl. | Ergebnis |
| ----- | ------------- | ------- | ---------- | ----- | ----- | ----- | ----- | ----- | -------- |
| 49    | 28. Juni 2013 | Spanien | Serbien    | 19:7  | 29:21 | 21:14 | 19:27 | –     | 88:69    |
| 50    | 28. Juni 2013 | Türkei  | Frankreich | 11:22 | 12:9  | 17:18 | 9:8   | –     | 49:57    |

### Spiel um Platz 7
| Spiel | Datum         | Team 1  | Team 2   | 1. Q. | 2. Q. | 3. Q. | 4. Q. | Verl. | Ergebnis |
| ----- | ------------- | ------- | -------- | ----- | ----- | ----- | ----- | ----- | -------- |
| 51    | 29. Juni 2013 | Italien | Schweden | 13:24 | 25:21 | 13:19 | 9:13  | –     | 60:77    |

### Spiel um Platz 5
| Spiel | Datum         | Team 1     | Team 2  | 1. Q. | 2. Q. | 3. Q. | 4. Q. | Verl. | Ergebnis |
| ----- | ------------- | ---------- | ------- | ----- | ----- | ----- | ----- | ----- | -------- |
| 52    | 29. Juni 2013 | Tschechien | Belarus | 12:20 | 7:15  | 17:15 | 14:14 | –     | 50:64    |

### Spiel um Platz 3
| Spiel | Datum         | Team 1  | Team 2 | 1. Q. | 2. Q. | 3. Q. | 4. Q. | Verl. | Ergebnis |
| ----- | ------------- | ------- | ------ | ----- | ----- | ----- | ----- | ----- | -------- |
| 53    | 30. Juni 2013 | Serbien | Türkei | 24:21 | 20:22 | 12:23 | 15:26 | –     | 71:92    |

### Finale
| Spiel | Datum         | Team 1  | Team 2     | 1. Q. | 2. Q. | 3. Q. | 4. Q. | Verl. | Ergebnis |
| ----- | ------------- | ------- | ---------- | ----- | ----- | ----- | ----- | ----- | -------- |
| 54    | 30. Juni 2013 | Spanien | Frankreich | 21:12 | 15:23 | 17:20 | 17:14 | –     | 70:69    |

## Endstände
| Rang                       | Team           | Siege:Niederl. | Korbverhältnis |
| Finalrunden                | Finalrunden    | Finalrunden    | Finalrunden    |
| -------------------------- | -------------- | -------------- | -------------- |
| 1                          | Spanien        | 9:0            |                |
| 2                          | Frankreich     | 8:1            |                |
| 3                          | Türkei         | 7:2            |                |
| 4                          | Serbien        | 5:4            |                |
| 5                          | Belarus        | 6:3            |                |
| 6                          | Tschechien     | 5:4            |                |
| 7                          | Schweden       | 5:4            |                |
| 8                          | Italien        | 2:7            |                |
| Nicht im Viertelfinale     |                |                |                |
| 9                          | Großbritannien | 3:3            | 0,9331         |
| 9                          | Montenegro     | 2:4            | 0,9333         |
| 9                          | Kroatien       | 1:5            | 0,9442         |
| 9                          | Slowakei       | 1:5            | 0,8231         |
| Nicht in der Zwischenrunde |                |                |                |
| 13                         | Russland       | 1:2            | 0,9526         |
| 13                         | Litauen        | 1:2            | 0,8850         |
| 13                         | Ukraine        | 0:3            | 0,8000         |
| 13                         | Lettland       | 0:3            | 0,7824         |